# Fredrik Karlsson (Skilangläufer)
Fredrik Karlsson (* 1. April 1985 in Vetlanda; † 19. April 2012 in Bruksvallarna) war ein schwedischer Skilangläufer.

## Werdegang
Karlsson gab sein Debüt im Weltcup im März 2006 beim Skiathlon in Falun, bei dem er Platz 62 belegte. Seine beste Einzelplatzierung erreichte er im März 2010 beim Skiathlon in Lahti mit Rang 37; bei einer als Skiathlon ausgetragenen Etappe des Weltcup-Finales 2011 in Falun erreichte er Platz 33. Mit schwedischen Staffeln beendete er mit Platz neun in Lahti im März 2010 und Rang 7 in Gällivare im November desselben Jahres zweimal Weltcuprennen unter den Top Ten.
Im Scandinavian Cup gewann er zwei Rennen: das 15-km-Freistilrennen in Nes im Januar 2012 und das 30-km-Freistil-Massenstartrennen in Madona im Februar 2012. Über 15 km Freistil belegte er in Vuokatti im Dezember 2009 zudem Rang zwei. In der Gesamtwertung des Scandinavian Cups erreichte er in der Saison 2009/10 Rang sieben und 2011/12 Platz drei.
Karlsson starb am 19. April 2012 nach einem Unfall mit einem Schneemobil.

## Siege bei Continental-Cup-Rennen
| Nr. | Datum           | Ort    | Disziplin                      | Serie            |
| --- | --------------- | ------ | ------------------------------ | ---------------- |
| 1.  | 20. Januar 2012 | Nes    | 15 km Freistil Individualstart | Scandinavian Cup |
| 2.  | 9. Februar 2012 | Madona | 30 km Freistil Massenstart     | Scandinavian Cup |